# فائدو
فائدو (به ایتالیایی: Faedo) یک کومونه در ایتالیا است که در ترنتینو واقع شده‌است. فائدو ۱۰٫۶ کیلومتر مربع مساحت و ۵۶۶ نفر جمعیت دارد.